# World Press Photo of the Year

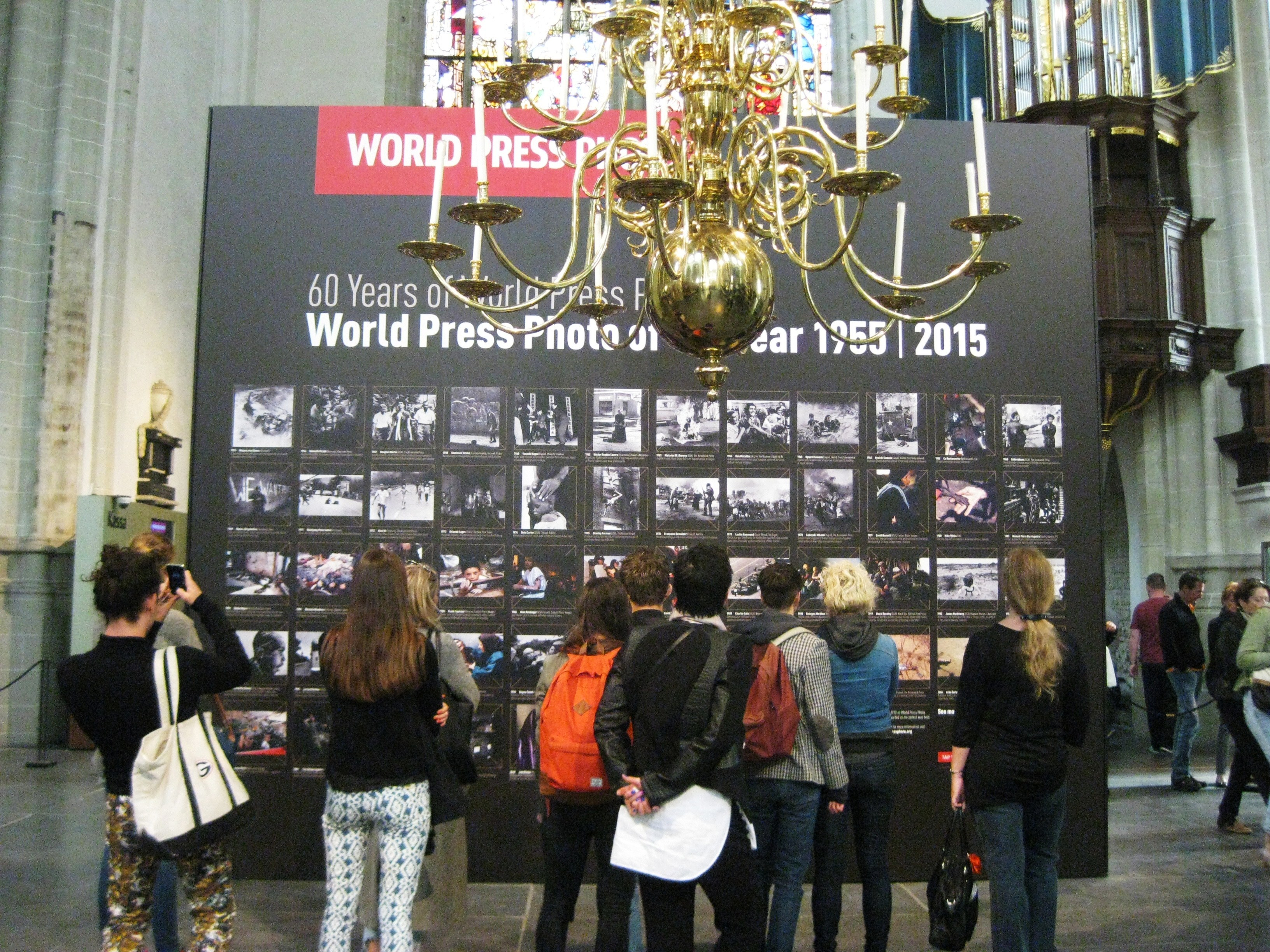
Exposition de la World Press Photo 2015 dans la Nieuwe Kerk d'Amsterdam.

Le prix World Press Photo of the Year (parfois francisé World Press Photo de l'année), qui est doté de 10 000 euros, est décerné à la fin du « concours annuel de photojournalisme le plus grand et le plus prestigieux du monde » organisé par la fondation néerlandaise World Press Photo.
Pour gagner ce prix, l'œuvre, produite l'année précédente, doit « non seulement être la synthèse photojournalistique de l'année, mais représenter aussi un enjeu, une situation ou un événement d'une grande importance journalistique et le faire de manière à révéler un niveau exceptionnel de perception et de créativité visuelles ». L'évaluation des photos est faite par un jury, indépendant de la World Press Photo Foundation, qui suit un mode de votation qui assure l'anonymat des œuvres et des jurés.
La photo lauréate en 2005 faisait partie de 83 044 images présentées par 4 000 photographes originaires de 122 pays. Avec 108 059 images de 5 691 photographes de 125 nationalités, un nouveau record est établi au concours de 2011.

## Récipiendaires
Voici la liste des prix World Press Photo de l'année avec une brève description des œuvres gagnantes.
| Année du concours | Année de la photo | Photographe (agence)                        | Sujet                                             | Description | Lien web          |
| ----------------- | ----------------- | ------------------------------------------- | ------------------------------------------------- | --- | ----------------- |
| 1955              | 1955              | Mogens von Haven                            | Course de moto                                    | Le 28 août 1955, à la piste de courses Volk Mølle de Randers, au Danemark, un motocycliste s'écrase en compétition. | Image             |
| 1956              | 1956              | Helmuth Pirath                              | Retour d'un combattant chez soi                   | Un prisonnier allemand de la Seconde Guerre mondiale libéré par l'Union soviétique retrouve sa fille, qui ne l'avait pas revu depuis l'âge d'un an. | Image             |
| 1957              | 1957              | Douglas Martin                              | Ségrégation raciale aux États-Unis                | Dans un climat de violence, Dorothy Counts figure parmi les premiers Afro-Américains à fréquenter l'école secondaire Harry Harding, qui ne pratique plus la ségrégation raciale. | Image             |
| 1958              |                   | Prix non décerné.                           | Prix non décerné.                                 | Prix non décerné. | Prix non décerné. |
| 1959              | 1958              | Stanislav Tereba                            | Football                                          | Pendant une partie de football entre l'AC Sparta Prague et le FK Inter Bratislava, le gardien de but du Sparta, Miroslav Čtvrtníček, se tient sur le terrain sous une pluie battante. | Image             |
| 1960              |                   | Prix non décerné.                           | Prix non décerné.                                 | Prix non décerné. | Prix non décerné. |
| 1961              | 1960              | Yasushi Nagao                               | Assassinat                                        | Le 12 octobre 1960, le collégien d'extrême-droite Otoya Yamaguchi, âgé de 17 ans, tue le socialiste Inejirō Asanuma au wakizashi pendant une allocution au Hibiya Hall de Tokyo. | Image             |
| 1962              | 1962              | Héctor Rondón Lovera                        | Soulèvement au Venezuela                          | Lors d'un soulèvement des guérillas vénézuéliennes (les Forces armées de libération nationale) connu sous le nom de Porteñazo, un soldat mourant s'agrippe à un prêtre au milieu des échanges de tireurs embusqués. | Image             |
| 1963              | 1963              | Malcolm Browne                              | Suppression du bouddhisme au Viêt Nam             | Le moine vietnamien Thích Quảng Đức s'immole par le feu pour protester contre la persécution des bouddhistes par le gouvernement du président Ngô Đình Diệm. | Image             |
| 1964              | 1964              | Donald McCullin                             | Conflit de Chypre                                 | Une Turque pleure la mort de son mari, victime de la guerre civile entre Grecs et Turcs. | Image             |
| 1965              | 1965              | Kyōichi Sawada                              | Guerre du Viêt Nam                                | Une mère et ses enfants passent à gué une rivière à Loc Thuong, dans la province sud-vietnamienne de Bình Định pour échapper aux bombardements américains. | Image             |
| 1966              | 1966              | Kyōichi Sawada                              | Guerre du Viêt Nam                                | Le 24 février 1966, des soldats américains traînent le corps d'un combattant vietcong derrière leur véhicule de transport de troupes M113 vers le lieu d'ensevelissement. | Image             |
| 1967              | 1967              | Co Rentmeester                              | Guerre du Viêt Nam                                | Le commandant d'un char M48 Patton regarde par la lentille. Ce fut la première photo en couleur à gagner le prix. | Image             |
| 1968              | 1968              | Eddie Adams                                 | Guerre du Viêt Nam                                | Le 1er février 1968, dans une rue de Saïgon, le chef de police sud-vietnamien Nguyễn Ngọc Loan procède à l'exécution sommaire du prisonnier vietcong Nguyễn Văn Lém en lui tirant une balle dans la tête. | Image             |
| 1969              | 1969              | Hanns-Jörg Anders                           | Conflit nord-irlandais                            | Un Irlandais catholique porte un masque à gaz devant un mur portant le graffiti « Nous voulons la paix » quelques instants avant que les troupes britanniques ne lancent des gaz lacrymogènes. | Image             |
| 1970              |                   | Prix non décerné                            | Prix non décerné                                  | Prix non décerné | Prix non décerné  |
| 1971              |                   | Prix non décerné                            | Prix non décerné                                  | Prix non décerné | Prix non décerné  |
| 1972              | 1971              | Wolfgang Peter Geller                       | Vol de banque de Sarrebruck                       | Après un vol de banque à Sarrebruck, une fusillade éclate entre la police et les voleurs. | Image             |
| 1973              | 1972              | Nick Ut                                     | Guerre du Viêt Nam                                | La jeune Phan Thị Kim Phúc et d'autres enfants fuient, gravement brûlés par le napalm de bombes larguées par des avions sud-vietnamiens. | Image             |
| 1974              | 1973              | Orlando Lagos                               | Coup d'État du 11 septembre 1973 au Chili         | Le 11 septembre 1973, le président Salvador Allende paraît peu avant de mourir dans le palais présidentiel La Moneda lors du coup d'État du général Pinochet. L'identité du photographe n'a été révélée qu'en février 2007, un mois après sa mort. | Image             |
| 1975              | 1974              | Ovie Carter                                 | Famine au Sahel, au Niger                         | Un petit enfant souffre de la sécheresse au Niger. | Image             |
| 1976              | 1975              | Stanley Forman                              | Incendie                                          | Lors d'un incendie dans un immeuble d'habitation de Boston, l'escalier de secours s'effondre et entraîne une femme et sa fille dans sa chute. La femme est morte sur les lieux. | Image             |
| 1977              | 1976              | Françoise Demulder                          | Guerre du Liban                                   | En janvier 1976, un groupe de réfugiés palestiniens fuit la guerre civile à Beyrouth lors du massacre de Karantina. | Image             |
| 1978              | 1977              | Leslie Hammond                              | Apartheid                                         | La police d'Afrique du Sud utilise du gaz lacrymogène à Modderdam, près du Cap. | Image             |
| 1979              | 1978              | Sadayuki Mikami                             | Aéroport international de Narita                  | Après des années de protestations de la population contre sa construction, l'aéroport de Narita, dans le Grand Tokyo, est prêt à ouvrir lorsque de graves affrontements ont lieu le 26 mars 1978 entre la police et les manifestants. | Image             |
| 1980              | 1979              | David Burnett                               | Chute des Khmers rouges au Cambodge               | En novembre 1979, dans un camp de réfugiés de Sa Kaeo, près de la frontière entre la Thaïlande et le Cambodge, une femme berce son enfant dans ses bras. | Image             |
| 1981              | 1980              | Mike Wells                                  | Famine dans le Karamoja, en Ouganda               | En avril 1980, un missionnaire blanc tient la main d'un garçon africain qui meurt de faim dans le nord-est de l'Ouganda. | Image             |
| 1982              | 1981              | Manuel Pérez Barriopedro                    | Coup d'État du 23-F à Madrid                      | Le 23 février 1981, le lieutenant-colonel Antonio Tejero prend la parole, un pistolet à la main, devant le Congrès des députés, prenant en otage le gouvernement et les députés. | Image             |
| 1983              | 1982              | Robin Moyer                                 | Guerre de 1982 au Liban                           | Le 18 septembre 1982, des réfugiés palestiniens gisent dans la rue après le massacre de Sabra et Chatila, où les Phalangistes maronites les ont tués. | Image             |
| 1984              | 1983              | Mustafa Bozdemir                            | Tremblement de terre en Turquie                   | Le 30 octobre 1983, après un tremblement de terre dévastateur aux environs d'Erzurum et de Kars, Kezban Özer en pleurs devant ses cinq enfants qui ont été enterrés vivants. | Image             |
| 1985              | 1984              | Pablo Bartholomew                           | Catastrophe de Bhopal                             | Enterrement d'un enfant tué dans un accident chimique à l'usine d'une filiale de la société de produits chimiques américaine Union Carbide. | Image             |
| 1986              | 1985              | Frank Fournier                              | Omayra Sánchez                                    | Sánchez, victime de la catastrophe d'Armero-Guayabal, est morte après avoir été emprisonnée 60 heures dans un « puits » de boue. | Image             |
| 1987              | 1986              | / Alon Reininger                            | SIDA                                              | Le sidéen américain Ken Meeks est assis en fauteuil roulant. Ses bras montrent de nombreuses lésions causées par le sarcome de Kaposi. | Image             |
| 1988              | 1987              | Anthony Suau                                | Élection présidentielle de 1987 en Corée du Sud   | Le 18 décembre 1987, une mère désespérée de Kuro, en Corée du Sud, s'accote contre le bouclier d'un policier anti-émeutes et demande grâce pour son fils arrêté après une manifestation. Après l'élection de novembre, il y eut des protestations contre le gouvernement, accusé d'avoir commis une fraude électorale.                                                                                                 | Image             |
| 1989              | 1988              | David Turnley                               | Séisme de 1988 en Arménie                         | À Gyumri (appelée alors Léninakan), Boris Abgarzian pleure son fils de 17 ans, victime du tremblement de terre en Arménie. | Image             |
| 1990              | 1989              | Charlie Cole                                | Massacre de la place Tian'anmen                   | Un manifestant, surnommé plus tard l'Homme de Tian'anmen, bloque un groupe de chars de combat pendant le massacre de Tian'anmen à Pékin. | Image             |
| 1991              | 1990              | Georges Merillon                            | Conflit du Kosovo                                 | La famille de Nashim Elshani le pleure sur son lit de mort ; il fut tué lors d'une manifestation en faveur de l'autonomie du Kosovo. | Image             |
| 1992              | 1991              | David Turnley                               | Guerre du Golfe (1990-1991)                       | Le sergent américain Ken Kozakiewicz pleure la mort d'un compagnon d'armes, Andy Alaniz, victime d'un tir ami. | Image             |
| 1993              | 1992              | James Nachtwey                              | Famine en Somalie                                 | Une Somalienne soulève le corps de son enfant mort de malnutrition. | Image             |
| 1994              | 1993              | Larry Towell                                | Territoires palestiniens occupés                  | Des enfants palestiniens brandissent leurs armes-jouets. | Image             |
| 1995              | 1994              | James Nachtwey                              | Génocide au Rwanda                                | Homme hutu mutilé par les Interahamwe, milice hutu qui le soupçonnait de sympathiser avec les rebelles tutsis. | Image             |
| 1996              | 1995              | Lucian Perkins                              | Première guerre de Tchétchénie                    | Un garçon regarde par l'arrière d'un autobus rempli de réfugiés qui fuient les combats survenus près de Chali, en Tchétchénie, pour se rendre à Grozny. | Image             |
| 1997              | 1996              | Francesco Zizola                            | Guerre civile angolaise                           | Des vicitimes de mines terrestres jouent dans la ville de Kuito, en Angola. | Image             |
| 1998              | 1997              | Hocine                                      | Deuil des victimes d'un massacre                  | Une femme pleure les victimes d'un massacre survenu à Bentalha, en Algérie. | Image             |
| 1999              | 1998              | Dayna Smith                                 | Conflit du Kosovo                                 | Des parents et amis réconfortent la veuve d'un combattant de l'Armée de libération du Kosovo tué la veille en patrouille. | Image             |
| 2000              | 1999              | Claus Bjørn Larsen                          | Guerre du Kosovo                                  | Un réfugié albanais blessé du Kosovo parcourt à pied les rues de Kukës, en Albanie. | Image             |
| 2001              | 2000              | Lara Jo Regan                               | Immigration aux États-Unis                        | Une immigrante mexicaine travaille pour nourrir ses enfants. | Image             |
| 2002              | 2001              | Erik Refner                                 | Désastre parmi les réfugiés en Afghanistan        | Dans le camp de réfugiés de Jalozai, on prépare le corps d'un garçon afghan pour l'enterrement. | Image             |
| 2003              | 2002              | / Eric Grigorian                            | Séisme en Iran                                    | Un garçon tient le pantalon de son père, qui a été tué par le séisme du 23 juin 2002. | Image             |
| 2004              | 2003              | Jean-Marc Bouju                             | Guerre d'Irak                                     | Un prisonnier de guerre irakien couvert d'une cagoule réconforte son fils dans un centre de détention. | Image             |
| 2005              | 2004              | Arko Datta                                  | Séisme du 26 décembre 2004 dans l'océan Indien    | Deux jours après le tsunami, une Indienne pleure un parent tué à Gondelour (Tamil Nadu). | Image             |
| 2006              | 2005              | Finbarr O'Reilly                            | Crise alimentaire de 2005–2006 au Niger           | Un enfant d'un an appuie ses doigts émaciés contre les lèvres de sa mère, qui attend de la nourriture à une clinique d'urgence de Tahoua, au Niger. |                   |
| 2007              | 2006              | Spencer Platt                               | Conflit israélo-libanais de 2006                  | Cinq jeunes Libanais traversent en décapotable le sud bombardé de Beyrouth. | Image             |
| 2008              | 2007              | Tim Hetherington                            | Guerre d'Afghanistan                              | Un soldat américain épuisé s'appuie contre un mur et se couvre les yeux de la main. | Image             |
| 2009              | 2008              | Anthony Suau                                | Crise des prêts hypothécaires à risque            | Un officier armé pénètre dans une maison après que les résidents ont été expulsés par suite de la saisie du bien hypothéqué. | Image             |
| 2010              | 2009              | Pietro Masturzo                             | Élection présidentielle iranienne de 2009         | Une Iranienne crie sur un toit de Téhéran pour protester contre le résultat de l'élection présidentielle iranienne de 2009. | Image             |
| 2011              | 2010              | Jodi Bieber                                 | Traitement des femmes par les talibans            | Bibi Aisha, 18 ans, a été défigurée pour avoir fui la maison de son mari dans la province d'Oruzgan, au centre de l'Afghanistan. À l'âge de 12 ans, Aisha et sa jeune sœur avaient été données à un combattant taliban suivant une coutume pachtoune pour régler des différends. | Image             |
| 2012              | 2011              | Samuel Aranda                               | Révolte yéménite de 2011-2012                     | Fatima al-qaws tient son fils de 18 ans souffrant des effets des gaz lacymogènes dans ses bras, dans une mosquée qui sert d'hôpital de campagne aux manifestants qui s'opposent au régime du président Ali Abdallah Saleh lors des affrontements de Sanaa, au Yémen, le 15 octobre 2011. | Image             |
| 2013              | 2012              | Paul Hansen                                 | Inhumation à Gaza                                 | Suhaib Hijazi, âgé de deux ans, et son frère aîné Muhammad ont été tués lorsqu'un missile israélien a détruit leur maison à Gaza le 20 novembre 2012. Leurs oncles paternels les portent à la mosquée pour la cérémonie d'inhumation. | Image             |
| 2014              | 2013              | John Stanmeyer                              | Signal                                            | La nuit, sur les rives de Djibouti, des migrants africains lèvent leurs téléphones pour capter un signal bon marché de la Somalie voisine, lien ténu avec leurs parents à l'étranger. | Image             |
| 2015              | 2014              | Mads Nissen                                 | John and Alex                                     | Jon, 21 ans, et Alex, 25 ans, couple gay photographié dans un moment intime le 18 mai 2014 à Saint-Pétersbourg (Russie). | Image             |
| 2016              | 2015              | Warren Richardson                           | Hope for a New Life (L'espoir d'une nouvelle vie) | Un homme passe un bébé à travers la clôture dressée à la frontière serbo-hongroise à Röszke, en Hongrie, le 28 août 2015. | Image             |
| 2017              | 2016              | Burhan Özbilici                             | Assassinat d'Andreï Karlov                        | L'ambassadeur russe Andreï Karlov à Ankara venant tout juste de se faire assassiner par un policier turc, le 19 décembre 2016. | Image             |
| 2018              | 2017              | Ronaldo Schemidt                            | Manifestations de 2014 à 2017 au Venezuela        | José Víctor Salazar Balza, étudiant de 28 ans, tente d'échapper aux flammes lors des violentes manifestations à Caracas contre le président Nicolás Maduro, le 3 mai 2017. | Image             |
| 2019              | 2018              | John Moore (Getty Images)                   | Politique d'immigration de Donald Trump           | La petite Hondurienne Yanela Sanchez pleure alors qu'elle et sa mère, Sandra Sanchez, sont arrêtées par les autorités américaines à la frontière à McAllen, au Texas (États-Unis), le 12 juin 2018. | Image             |
| 2020              | 2019              | Yasuyoshi Chiba (en) (Agence France Presse) | Événements au Soudan                              | Jeune homme récitant un poème au milieu de manifestants réclamant un régime civil à Khartoum, au Soudan. | Image             |
| 2021              | 2020              | Mads Nissen                                 | La première étreinte (The First Embrace)          | L'image montre la première étreinte que Rosa a reçue en cinq mois à cause du coronavirus. En mars, les maisons de retraite du Brésil ont fermé leurs portes à tous les visiteurs en raison de la pandémie de COVID-19, ce qui a empêché des millions de Brésiliens de rendre visite à leurs parents âgés. Les assistants ont reçu l’ordre de réduire au minimum les contacts physiques avec les personnes vulnérables. | Image             |
| 2022              | 2021              | Amber Bracken                               | Pensionnat indien de Kamloops                     | Robes pendues à des croix pour commémorer les enfants morts dans le pensionnat indien de Kamloops. | Image             |
| 2023              | 2022              | Evgeniy Maloletka                           | Invasion de l'Ukraine par la Russie               | Évacuation d'une femme enceinte après le bombardement aérien de la maternité de Marioupol par les forces russes. | Image             |
| 2024              | 2023              | Mohammed Salem (en)                         | Guerre à Gaza depuis 2023                         | La photo montre une femme tenant le corps de sa nièce, tuée par une frappe aérienne israélienne à Khan Younès. | Image             |
| 2025              | 2024              | Samar Abou Elouf (en)                       | Guerre à Gaza depuis 2023                         | Mahmoud Ajjour, 9 ans. | Image             |